# ラジオふらの
株式会社ラジオふらの（ラジオふらの）は、北海道富良野市の一部地域を放送区域として超短波放送（FM放送）を営む特定地上基幹放送事業者である。
ラジオふらのの愛称でコミュニティ放送を行っている。

## 概要
合言葉はみんなでつくる、みんなのラジオ。
支援するのはFRC（フラノ・ラジオ・クラブ「フラック」）。
放送エリアは富良野市街地およびその近郊、カーラジオでは上富良野町の一部を含む富良野盆地内や富良野市麓郷地区で受信できるとしている
。
5:00 - 9:00、20:00 - 0:00はJ-WAVEの番組を放送。ただし、土曜（第4土曜は「元気ハツラツまちづくり!」が放送される10:00 - 11:00を除く全時間）、日曜は全時間がJ-WAVEの放送である。

## 沿革
- 2004年（平成16年）
  - 7月15日 株式会社ラジオふらの設立。
  - 8月18日 放送局（現・特定地上基幹放送局）の免許申請が受理される。
  - 9月29日 放送局の予備免許取得。
  - 11月2日 放送局の免許取得。
  - 11月6日 開局。

## 主な番組
- いま知りたい!ふらのQ&A（平日 12:15,再/17:40）
- イブニング・スイッチ（平日 18:00）
- 元気ハツラツまちづくり!（第4月曜 10:00,再/第4金曜 11:00）
- 大山慎介の「復活」北海道（金曜 10:00,再/月曜 11:00、FMびゅー製作）
- ようこそ富良野へ（金曜 16:30）
- 旅するK-POP（木曜 10:30、たかはぎFM製作）